# Club Guaraní de Fram
El Club Guaraní de Fram es un club de fútbol de la ciudad de Fram, departamento de Itapúa, Paraguay y afiliado a la Asociación Paraguaya de Fútbol. Fue fundado el 27 de noviembre de 1949 y recientemente se consagró campeón del Campeonato Nacional B 2024 (equivalente a la tercera división) por lo que obtuvo el derecho a ascender a la Segunda División, donde milita actualmente.

## Estadio
El club posee una pequeña cancha propia para entrenamientos en la ciudad de Fram, pero suele jugar sus partidos de local en el Estadio Municipal de Fram que tiene una capacidad para 500 personas sentadas, aunque para encuentros más importantes suele utilizar otros recintos con mayor capacidad, como el Estadio Carlos Memmel de Cambyretá, para 6.000 espectadores o el Estadio Villa Alegre de Encarnación, con capacidad para 16.000 espectadores.

## Palmarés

### Nacionales
- Tercera División (1): 2024.[8][9]

### Regionales
- Liga Frameña de Fútbol (5): 2015, 2017, 2021, 2023, 2024.[10][11]